# Pustynna Włócznia
Pustynna Włócznia (ang. The Desert Spear) – powieść fantasy amerykańskiego pisarza Petera V. Bretta. Jest ona sequelem opublikowanego w 2008 roku Malowanego człowieka. Pustynna Włócznia to drugi z pięciu tomów cyklu demonicznego. Jej premiera w Wielkiej Brytanii nastąpiła w kwietniu 2010, zaś polskie wydanie (podzielone na dwa tomy) ukazało się w drugiej połowie 2010 roku.

## Streszczenie
Powieść kontynuuje temat walki ludzi z demonami zwanymi otchłańcami, które każdej nocy powstają z głębi ziemi.
Pustynna Włócznia to drugi tom Demonicznego Cyklu. Wybawiciel powrócił, lecz kim jest? Arlen Bales, dawniej zamieszkujący mały Potok Tibbeta, otrzymał od życia surową lekcję i dorastał w świecie, w którym głodne demony grasują nocą czekając na zdobycz, zaś ludzie są uwięzieni w klatce własnego strachu. Jednakże on zdecydował się obrać inną drogę; zdecydował się walczyć i ostatecznie stał się Malowanym Człowiekiem, którego ludzie zaczęli uważać za nowego Wybawiciela.
W odległej Krasji, państwie leżącym na gorącej pustyni, owładniętym zupełnie innymi zwyczajami i tradycjami rządzi inny Wybawiciel – Ahmann Jardir. Historia osiągnięcia przez niego statusu Shar'Dama Ka opisana została dokładnie w I księdze, zaś losy bohatera oraz jego podboje Północy zawiera II księga. Dowiemy się również o dalszych losach Leeshy, Rojera oraz Renny, która została przyrzeczona Arlenowi. Opisana została również nowa rasa demonów, o wiele potężniejszych od znanych bestii, które atakują niewinnych ludzi.

## Odbiór powieści
W kwietniu 2010 roku powieść weszła na 35. miejsce listy the New York Times Hardcover Fiction Best Seller. Od kwietniowej premiery przez cztery tygodnie znajdowała się także w pierwszej piętnastce listy London Times Hardback Fiction Bestseller List.

## Ciąg dalszy
Trzeci tom Demonicznego Cyklu, pt. Wojna w Blasku Dnia (The Daylight War) ukazał się  4 lutego 2013 roku.